# Monte Vulture
A Monte Vulture egy kialudt tűzhányó Olaszország Basilicata régiójában, Potenza városától 56 km-re északra. Az 1326 m magas vulkán tetején elhelyezkedő kaldera neve Valle dei Grigi. A vulkán legkorábbi kitörései nagyjából 1 millió évvel ezelőtt zajlottak le és nagy mennyiségű ignimbritet termeltek. A robbanásos kitörési fázis körülbelül 830 000 évvel ezelőttig tartott és egy kiömlési fázis követte. Működésének utolsó fázisa körülbelül 40 000 éve zajlott le egy sor freatomagmás kitöréssel.